# Einzelkämpfer (Dokumentarfilm)
Einzelkämpfer ist ein deutscher Dokumentarfilm von Sandra Kaudelka (* 1977) aus dem Jahr 2013, den die Filmemacherin als Abschlussarbeit ihres Regie-Studiums an der Deutschen Film- und Fernsehakademie Berlin drehte. Er porträtiert vier in der damaligen DDR erfolgreiche Sportler:
- Brita Baldus, Europameisterin im Wasserspringen
- Udo Beyer, Olympiasieger im Kugelstoßen
- Ines Geipel, Ex-Leichtathletik-Weltrekordlerin in einer 4-mal-100-Meter-Staffel
- Marita Koch, im 400-Meter-Lauf Olympiasiegerin und Inhaberin eines noch bestehenden Leichtathletik-Weltrekords (erzielt 1985); im Film mit ihrem Trainer und Ehemann Wolfgang Meier dargestellt.

Der Film hatte seine Premiere am 15. Februar 2013 in der Rubrik Perspektive Deutsches Kino der 63. Internationalen Filmfestspiele Berlin, wo er auch unter dem englischen Titel  I will not lose beschrieben wurde. Auf der Premiere waren die Porträtierten mit Ausnahme von Udo Beyer zugegen.
Im Film beschreibt und erfragt die Regisseurin, woher in der DDR sportliche Talente die Motivation nahmen, um bis zur Weltspitze vorzudringen. Dabei geht sie von ihrer eigenen Situation aus, als sie als Leistungssportlerin im Wasserspringen in die Zeit des Zusammenbruchs der DDR geriet. 
Im letzten Teil greift der Film  das staatlich verordnete Doping im DDR-Leistungssport  auf. Unter anderem bekennt sich Udo Beyer vor der Kamera dazu, verbotene Mittel zur Leistungssteigerung eingenommen zu haben.
Ines Geipel, die nach dem Ende der DDR als scharfe Kritikerin des Doping-Systems der DDR bekannt wurde, beschreibt die Geschichte einer geplanten Flucht in den Westen und die brutale Reaktion nach Bekanntwerden ihres Vorhabens. Dabei wurden während einer Blinddarm-Operation die inneren Organe der Sportlerin vorsätzlich verletzt, um sie „auf Eis zu legen.“